# Пастуро
Пастуро (итал. Pasturo) — коммуна в Италии, располагается в регионе Ломбардия, подчиняется административному центру Лекко.
Население составляет 1754 человека, плотность населения составляет 80 чел./км². Занимает площадь 22 км². Почтовый индекс — 23818. Телефонный код — 0341.
Покровителем коммуны почитается святой Евсевий из Верчелли, празднование 2 августа.